# 田川賢吾
田川 賢吾（たがわ けんご、1994年5月22日 - ）は、京都府舞鶴市出身の元プロ野球選手（投手）。右投左打。

## 経歴

### プロ入り前
小学3年生の時から野球を始めると、中学生時代には赤星憲広が設立したレッドスターベースボールクラブに所属していた。
高知中央高等学校への入学当初は、外野手としてプレー。2年時の春から投手としての練習を始めると、秋から本格的に転向した。3年春の高知県総体では、高知商業高校との試合で本塁から中堅までの距離が121mである高知市野球場のバックスクリーンにソロ本塁打を放った。3年夏の選手権高知大会では、岡豊高校との3回戦で自己最速の148km/hを記録。無四球1失点という内容で完投勝利を収めた。しかし、続く高知高校との準々決勝では、延長10回まで戦った末に1-2で敗退し、在学中には春夏とも、甲子園球場での全国大会への出場はなかった。
2012年度プロ野球ドラフト会議で、東京ヤクルトスワローズから3巡目指名を受け、契約金5000万円、年俸600万円（金額は推定）という条件で入団。入団当初の背番号は35。

### ヤクルト時代
2013年には、イースタン・リーグ公式戦3試合に登板。0勝1敗、防御率9.00を記録した。
2014年には、4月10日に腰椎椎間板ヘルニアの摘出手術を受けたため、一・二軍とも公式戦への登板機会がなかった。
2015年には、イースタン・リーグ公式戦3試合に登板。0勝1敗、防御率8.44を記録した。
2016年には、イースタン・リーグ公式戦19試合に登板。2勝3敗、防御率7.28という成績を残した。入団以来一軍公式戦での登板機会がないまま10月1日に球団から支配下選手契約の解除を通告されたが、通告後も球団に籍を置いたままフェニックスリーグへ参加。11月22日には育成選手として契約を結ぶとともに、背番号を117へ変更することが球団から発表された。
2017年には、イースタン・リーグ公式戦で過去最多の28試合に登板。5勝6敗、防御率4.43という成績を残したが、支配下登録選手への復帰や一軍公式戦へのデビューには至らなかった。育成選手に関するNPBの規定で、10月31日にいったん自由契約選手として公示。公示後に、育成選手として再び契約を結んだ。
2018年には、オープン戦の途中から一軍へ昇格すると、救援投手として登板を重ねた。3月20日には、支配下登録選手へ復帰するとともに、背番号を62へ変更。さらに、プロ入り後初めての一軍公式戦出場選手登録を、開幕一軍入りで果たした。4月3日の対広島東洋カープ戦でプロ初登板も果たしたが、結果としてこの年は1試合の出場に留まった。
2019年は、イースタン・リーグ公式戦16試合に登板。4勝5敗、防御率3.70という成績を残した。2試合連続完投勝利（内1試合は完封）を挙げるなど成長を見せた。9月15日にマツダスタジアムでの広島戦で先発登板し、5回と2/3を1失点に抑えプロ入り初勝利を挙げた。
2020年は、イースタン・リーグ20試合に登板し、防御率1.95の好成績を残したが、一軍での登板はなく、11月2日に戦力外通告が公示された。

### ヤクルト退団後
2021年からは、社会人野球の日立製作所でプレーを続ける。

## 選手としての特徴・人物
長身から投げ下ろす最速148km/hのストレートが武器。キレの良いスライダーを中心に、カーブ・フォークと多彩な変化球を投げられる。
ヤクルト入団後の2016年春季キャンプ前には、小川泰弘と共に上原浩治の自主トレーニングに参加し、上原から「素材は素晴らしい」との賛辞を受けた。
また、プロ入り初勝利を挙げた際は、上原から祝福を受けている。

## 詳細情報

### 年度別投手成績
| 年 度     | 球 団     | 登 板 | 先 発 | 完 投 | 完 封 | 無 四 球 | 勝 利 | 敗 戦 | セ 丨 ブ | ホ 丨 ル ド | 勝 率 | 打 者 | 投 球 回 | 被 安 打 | 被 本 塁 打 | 与 四 球 | 敬 遠 | 与 死 球 | 奪 三 振 | 暴 投 | ボ 丨 ク | 失 点 | 自 責 点 | 防 御 率 | W H I P |
| --------- | --------- | ----- | ----- | ----- | ----- | -------- | ----- | ----- | -------- | ----------- | ----- | ----- | -------- | -------- | ----------- | -------- | ----- | -------- | -------- | ----- | -------- | ----- | -------- | -------- | ------- |
| 2018      | ヤクルト  | 1     | 0     | 0     | 0     | 0        | 0     | 0     | 0        | 0           | ----  | 4     | 1.0      | 0        | 0           | 1        | 0     | 0        | 1        | 0     | 0        | 0     | 0        | 0.00     | 1.00    |
| 2019      | ヤクルト  | 4     | 3     | 0     | 0     | 0        | 1     | 2     | 0        | 0           | .333  | 73    | 15.1     | 23       | 2           | 6        | 0     | 0        | 12       | 0     | 0        | 16    | 13       | 7.63     | 1.89    |
| 通算：2年 | 通算：2年 | 5     | 3     | 0     | 0     | 0        | 1     | 2     | 0        | 0           | .333  | 77    | 16.1     | 23       | 2           | 7        | 0     | 0        | 13       | 0     | 0        | 16    | 13       | 7.16     | 1.84    |

- 2020年度シーズン終了時

### 年度別守備成績
| 年 度 | 球 団    | 投手  | 投手  | 投手  | 投手  | 投手  | 投手     |
| 年 度 | 球 団    | 試 合 | 刺 殺 | 補 殺 | 失 策 | 併 殺 | 守 備 率 |
| ----- | -------- | ----- | ----- | ----- | ----- | ----- | -------- |
| 2018  | ヤクルト | 1     | 0     | 1     | 0     | 0     | 1.000    |
| 2019  | ヤクルト | 4     | 1     | 2     | 0     | 0     | 1.000    |
| 通算  | 通算     | 5     | 1     | 3     | 0     | 0     | 1.000    |

- 2020年度シーズン終了時

### 記録
初記録
- 初登板：2018年4月3日、対広島東洋カープ1回戦（明治神宮野球場）、8回表に4番手で救援登板、1回無失点
- 初奪三振：同上、石原慶幸から空振り三振
- 初先発登板：2019年8月24日、対阪神タイガース19回戦（明治神宮野球場）、3回1/3 6失点で敗戦投手
- 初勝利・初先発勝利：2019年9月15日、対広島東洋カープ24回戦（MAZDA Zoom-Zoom スタジアム広島）、5回2/3 1失点

打撃記録
- 初打席：2019年8月24日、対阪神タイガース19回戦（明治神宮野球場）、3回裏に西勇輝から二ゴロ

### 背番号
- 35（2013年 - 2016年）
- 117（2017年 - 2018年3月19日）
- 62（2018年3月20日 - 2020年）

### 登場曲
- 「Can't Get Enough」Leeroy Feat Nagla（2015年 - 2017年）
- 「pride」GReeeeN（2018年）
- 「Slow Down」Lights Follow（2019年 - ）